# Psettina variegata
Psettina variegata är en fiskart som först beskrevs av Fowler, 1934.  Psettina variegata ingår i släktet Psettina och familjen tungevarsfiskar. Inga underarter finns listade i Catalogue of Life.